# Moncestino
Moncestino (Mustin in piemontese) è un comune italiano di 197 abitanti della provincia di Alessandria in Piemonte.
Ha una superficie di circa 6,4 km² che comprende la pianura, il fiume Po e la collina (278 m), in cui è ubicato il centro abitato.
Moncestino si trova a 50 km da Torino, a 30 km da Casale Monferrato, 45 km da Asti e 60 km da Alessandria.

## Storia

### Simboli
Lo stemma e gonfalone del comune di Moncestino sono stati concessi con decreto del presidente della Repubblica del 15 settembre 1988.
Il gonfalone è un drappo di bianco.

## Monumenti e luoghi d'interesse
- Chiesa dell'Assunzione di Maria Vergine, costruita nella seconda metà del XVIII secolo
- Castello: sulla sommità della collina, alta 300 metri, si eleva il castello, posto sulle rovine di un castello più antico, risalente al 1245 appartenuto ai conti di Miroglio, vassalli del Marchese di Monferrato Bonifacio II.

Fu distrutto nel 1633 dall'esercito di Vittorio Amedeo I durante la guerra per la successione del Monferrato, conflitto nel quale i conti di Miroglio si schierarono con i Gonzaga. 
Ricostruito in stile barocco nel 1650 presenta facciata barocca a due ordini, scandita da lesene e fasce marcapiano. 
Completano la facciata una torre e un timpano in cui si prolungano le due lesene mediali.

## Società

### Evoluzione demografica
In cento anni si è assistito ad un esteso spopolamento del Comune, pari ad una perdita di più dei due terzi della popolazione residente nel 1921.
Abitanti censiti

## Amministrazione
Di seguito è presentata una tabella relativa alle amministrazioni che si sono succedute in questo comune:

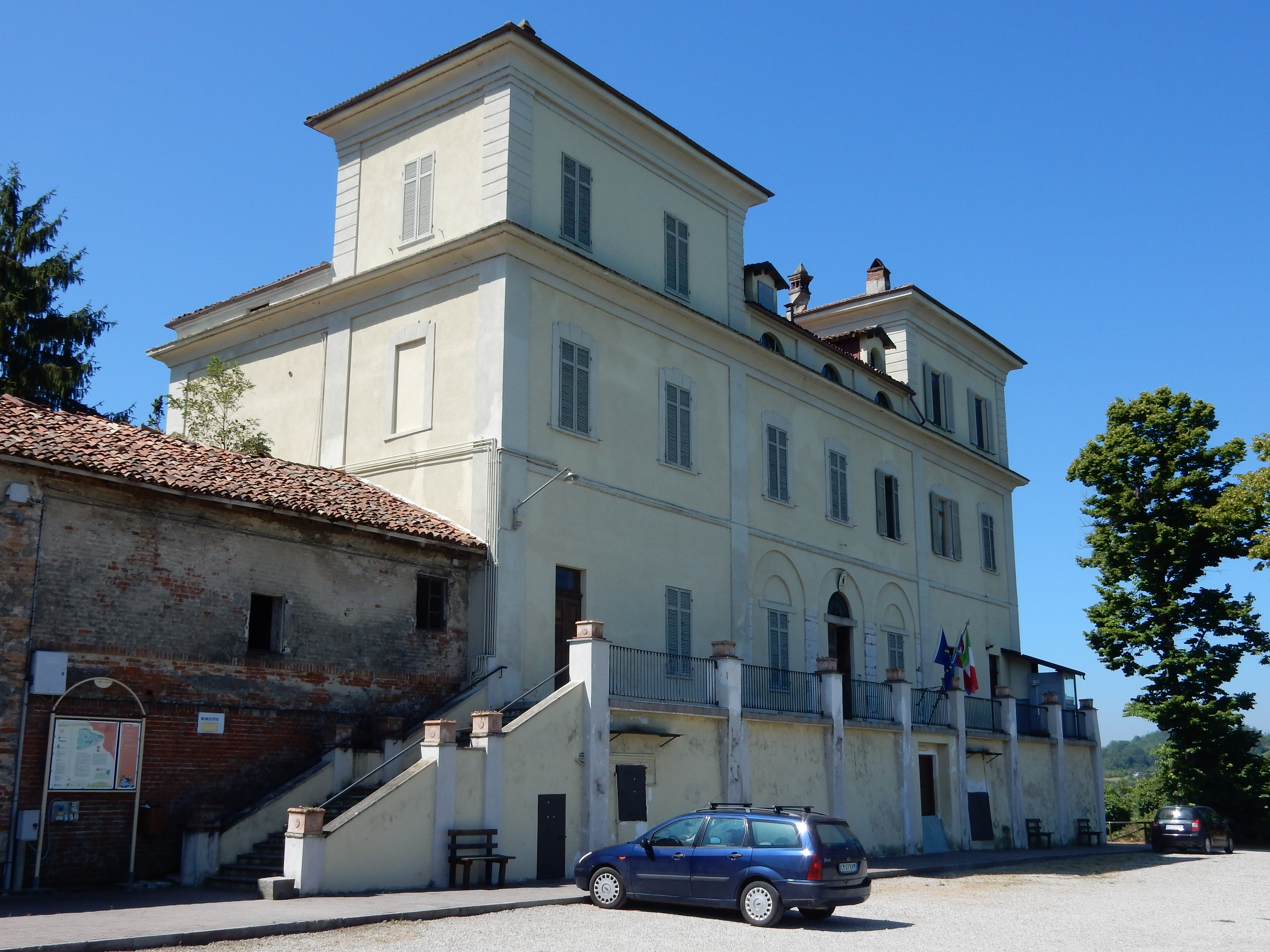
Palazzo Giustiniani, sede del Municipio

| Periodo           | Periodo        | Primo cittadino  | Partito                                 | Carica  | Note  |
| ----------------- | -------------- | ---------------- | --------------------------------------- | ------- | ----- |
| 2 luglio 1985     | 26 maggio 1990 | Romano Ghitta    | Partito Socialista Democratico Italiano | Sindaco | [ 7 ] |
| 26 maggio 1990    | 30 maggio 1991 | Romano Ghitta    | lista civica                            | Sindaco | [ 7 ] |
| 15 giugno 1991    | 24 aprile 1995 | Eufrasio Re      | lista civica                            | Sindaco | [ 7 ] |
| 24 aprile 1995    | 14 giugno 1999 | Adriano Brusa    | centro-sinistra                         | Sindaco | [ 7 ] |
| 14 giugno 1999    | 14 giugno 2004 | Adriano Brusa    | lista civica                            | Sindaco | [ 7 ] |
| 14 giugno 2004    | 8 giugno 2009  | Fernando Anselmi | lista civica                            | Sindaco | [ 7 ] |
| 8 giugno 2009     | 26 maggio 2014 | Fernando Anselmi | lista civica: insieme per Moncestino    | Sindaco | [ 7 ] |
| 26 maggio 2014    | 26 maggio 2019 | Fernando Anselmi | lista civica: insieme per Moncestino    | Sindaco | [ 7 ] |
| 22 settembre 2020 | in carica      | Bruno Poles      | lista civica                            | Sindaco | [ 7 ] |